# Ardiosteres scoteina
Ardiosteres scoteina är en fjärilsart som beskrevs av Turner 1900. Ardiosteres scoteina ingår i släktet Ardiosteres och familjen säckspinnare. Inga underarter finns listade i Catalogue of Life.